# Burnupia stuhlmanni
Burnupia stuhlmanni es una especie de molusco gasterópodo de la familia Arionidae en el orden de los Basommatophora.

## Distribución geográfica
Se encuentra en Kenia Tanzania y Uganda.

## Hábitat
Su hábitat natural son: ríos y lagos de agua dulce